# 노벨 박물관

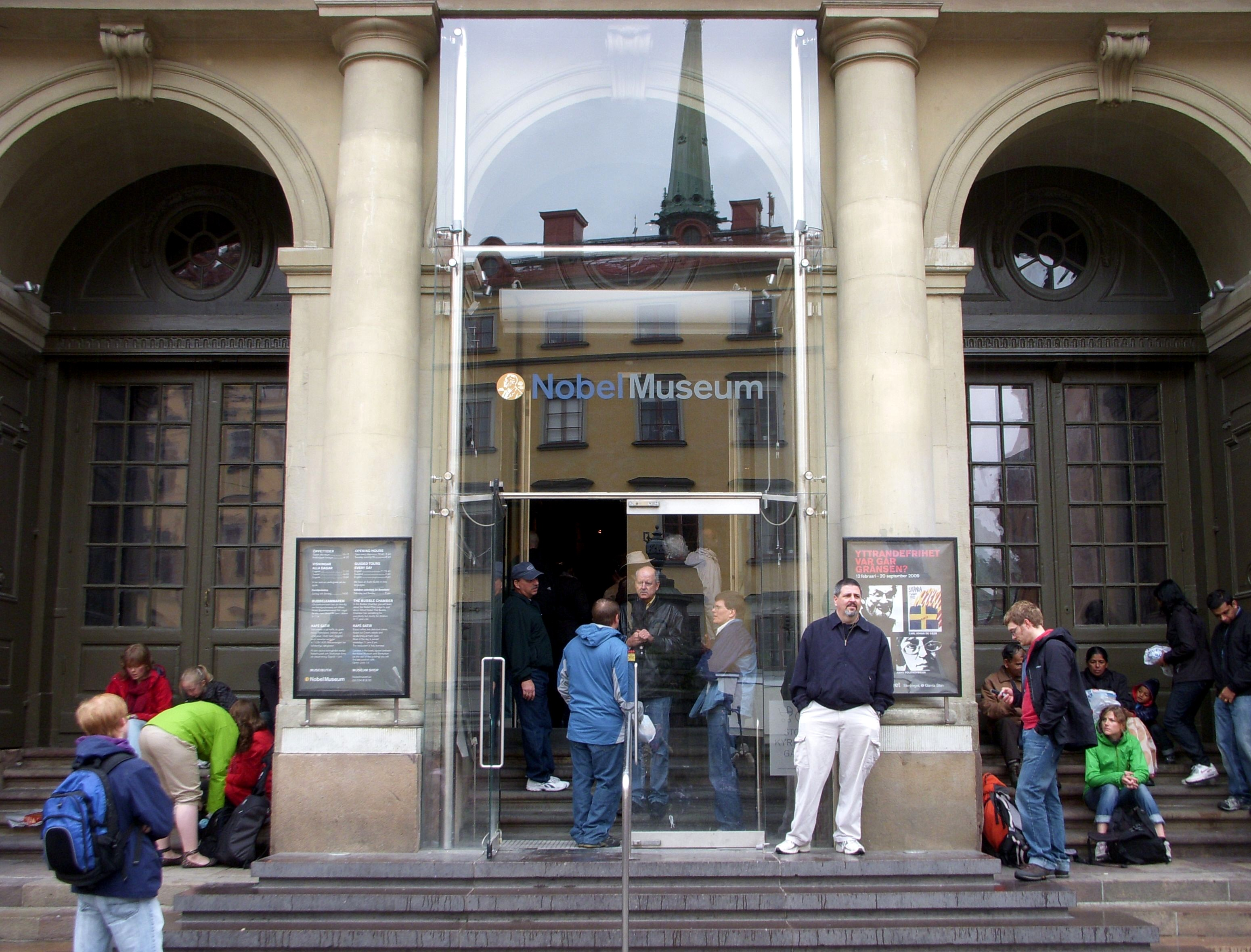
노벨 박물관

노벨 박물관(스웨덴어: Nobelmuseet, 영어: Nobel Museum)은 스웨덴 스톡홀름에 있는 박물관으로, 알프레드 노벨 및 노벨상 수상자에 대한 자료가 전시되고 있다.

## 같이 보기
- 노벨 평화 센터
- 노벨상 수상자 목록